# Totobiegosode
Totobiegosode /=‘people from the place of the wild pigs’; “the people from the place of the peccary”/, jedna od nekoliko podskupina Ayoreo Indijanaca iz sjevernog Paragvaja. Žive nomadskim načinom života lovaca i sakupljača, od kojih još svega četiri malene skupine žive izolirano bez kontakta s vanjskim svijetom. Zemlju ostalih Ayoreo skupna zauzeli su naseljenici i razne kompanije.
Prvi puta su Totobiegosode kontaktirani 2004